# Cirètia
Cirètia (en grec antic Χυρετίαι o Κυρετίαι) era una antiga ciutat de Tessàlia al districte de Perrèbia, mencionada amb freqüència durant les guerres macedòniques.
Segons Titus Livi, l'any 200 aC, va ser saquejada pels etolis. L'any 191 la va ocupar Antíoc III, però el mateix any la van recuperar Marc Bebi Tàmfil i Filip V de Macedònia, i el 171 aC la va ocupar Perseu en el curs de la tercera Guerra Macedònica al segon intent d'assalt, ja que els defensors van impedir l'ocupació la primera vegada.
La ciutat estava situada al costat d'un petit afluent del riu Titaresi, i la seva acròpoli ocupava un turó. S'han trobat entre les seves ruïnes diverses inscripcions, entre les quals n'hi ha una de pública escrita en grec del cònsol romà Tit Quinti Flaminí dirigida als tagos de la ciutat i als seus habitants, que es pot datar a l'any 195 aC.